# Arcangelo Corelli
Arcangelo Corelli, född 17 februari 1653 i Fusignano, död 8 januari 1713 i Rom, var en italiensk kompositör och violinist. Corelli studerade i Bologna från 1666, och antogs vid Accademia Filarmonica vid 17 års ålder. 1675 blev han försteviolinist och kammarmusiker hos drottning Kristina i Rom, och till henne dedicerade han sina 12 trio sonatas da chiesa op.1 (1681). Efter 1708 drog han sig tillbaka från offentligheten. 
Corelli var den förste kompositör som blev berömd uteslutande för sin instrumentala musik. Hans verk var oerhört populära under hans livstid och lång tid därefter. Hans begränsade verk fick banbrytande betydelse för barockmusiken.
Corelli skrev verk för soloviolin, för stråktrio och för kammarorkester.
Hans sex opus omfattar bara 48 triosonater, 12 concerti grossi, tre kvartettsonater och en sinfonia, inalles 65 verk. Denna kvantitet kan jämföras med Johann Sebastian Bachs och Georg Friedrich Händels tusentals verk.
Corelli gjorde knappast någon bruksmusik – hans musikaliska liv var fokuserat på konstmusik. Som inflytelserik violinlärare krävde han också disciplin och precision, "excellens ligger i detaljerna".
Under några avgörande år i början av sin karriär gynnades Corelli av drottning Kristina som var hans mecenat. Antonio Vivaldi, Georg Philipp Telemann, Giuseppe Tartini, Bach och Sergej Rachmaninov har ägnat honom sin hyllning i egna verk byggda på hans idéer.

## Verk
Corelli komponerade 48 triosonater, 12 sonater för violin och generalbas samt 12 Concerti grossi.
Corellis verk är indelade i sex opus, tillsammans med några andra verk.
- Opus 1: 12 Kyrkosonater (trio sonater för 2 violiner och generalbas) (Rom 1681)
- Opus 2: 12 Kammarsonater (triosonater för 2 violiner och generalbas) (Rom 1685)
- Opus 3: 12 Kyrkosonater (triosonater för 2 violiner och generalbas) (Rom 1689)
- Opus 4: 12 Kammarsonater (triosonater för 2 violiner och generalbas) (Rom 1694)
- Opus 5: 12 Suonati a violino e violone o cembalo (6 kyrkosonater och 6 kammarsonater for violin och generalbas) (Rom 1700) Den sista sonaten är ett variationsverk över La Folia.
- Opus 6: 12 concerti grossi (8 kyrkokonserter och 4 kammarkonserter för Concertinogrupp, stråkar med ripieno och generalbas) (Amsterdam 1714)
- op. post.: 6 Sonate a tre WoO 5–10 (Amsterdam 1714)